# João (conde das sagradas liberalidades no século VI)
João (em latim: Ioannis) foi um oficial bizantino do século VI, ativo durante o reinado do imperador Justiniano (r. 527–565).

## Vida
João era nativo da Palestina. Em 546/7, foi nomeado como conde das sagradas liberalidades, posto que manteve por apenas alguns meses antes de ser substituído por Pedro Barsimes. Segundo Procópio de Cesareia, era muito popular com a população, mas não com Justiniano e a imperatriz Teodora (r. 527–548). Foi descrito como um homem gentil que nunca machucou uma alma e não tinha noção de como conseguir impostos adicionais.